# Rivière Corporon
Rivière Corporon är ett vattendrag i Kanada.   Det ligger i provinsen Québec, i den östra delen av landet, 1 400 km norr om huvudstaden Ottawa.
Omgivningarna runt Rivière Corporon är i huvudsak ett öppet busklandskap. Trakten runt Rivière Corporon är nära nog obefolkad, med mindre än två invånare per kvadratkilometer.